# Gnolus cordiformis
Gnolus cordiformis là một loài nhện trong họ Mimetidae.
Loài này thuộc chi Gnolus. Gnolus cordiformis được miêu tả năm 1849 bởi Nicolet.